# Isopterygium micans
Isopterygium micans là một loài Rêu trong họ Hypnaceae. Loài này được (Sw.) Kindb. mô tả khoa học đầu tiên năm 1888.